# Беда, Геннадий Александрович
Геннадий Александрович Беда (1934—2002) — советский учёный в области молекулярной физики и теплофизики, испытаний теплозащитных материалов для ракетно-космической техники, доктор технических наук (1986). Участник создания и осуществления полёта космической орбитальной станции «Салют-4». Лауреат Государственной премии СССР (1976).
Заслуженный деятель науки Российской Федерации (1999).

## Биография
Родился 18 марта 1934 года в селе Тахтаброд Карагандинской области (ныне — Район имени Габита Мусрепова Северо-Казахстанской области).

### Образование и начало деятельности
С 1950 по 1955 год обучался на механико-математическом факультете Московского государственного университета имени М. В. Ломоносова, по окончании которого получил специальность инженер-механика.

### ВНИИ-88—ЦНИИМАШи создание ракетно-космической техники
С 1955 по 2002 год на научно-исследовательской работе в НИИ-88 (с 1966 года — Центральный научно-исследовательский институт машиностроения) Государственного комитета СМ СССР по оборонной технике — Министерства общего машиностроения СССР под руководством таких руководителей как А. С. Спиридонова, Г. А. Тюлина, Ю. А. Мозжорина, В. Ф. Уткина, работал в должностях: инженер, старший инженер, руководитель сектора и лаборатории.
Г. А. Беда был одним из организаторов работ в области молекулярной физики и теплофизики, разработки и усовершенствования испытательных стендов, а так же проведения испытаний теплозащитных материалов для изделий ракетно-космической техники. Г. А. Беда был участником отработки тепловой защиты для различных космических аппаратов и ракет-носителей, в том числе для долговременных орбитальных станций и пилотируемых космических кораблей, участвовал в Советской лунной программе в качестве участника организации работ по испытаниям теплозащиты для автоматических межпланетных станций для полётов и изучения Луны, Венеры и Марси и космического пространства. С 1976 года Г. А. Беда был участником отработки в области теплофизики для космической программы многоразовой транспортной космической системы «Энергия — Буран» и совместной советско-американской программы «Союз — Аполлон».
5 ноября 1976 года «закрытым» Постановлением ЦК КПСС и СМ СССР «За участие в создании и осуществлении полёта орбитальной станции „Салют-4“» Г. А. Беда был удостоен Государственной премии СССР.

### Научная деятельность
Г. А. Беда являлся автором свыше пятидесяти научных работ, в том числе: Основы теории уноса массы теплозащитных покрытий (М. — 1959), Графитовый калориметр (М. — 1971), Электродуговые газодинамические установки ЦНИИМАШ. Схемы и методики испытаний (М. — 1994), он являлся автором более шестидесяти авторских свидетельств и патентов на изобретения. В 1962 году Г. А. Беде была присвоена учёная степень кандидат технических наук, в 1986 году — доктор технических наук. Г. А. Беда являлся автором более ста научных трудов по истории ракетно-космической техники и космонавтики.

### Смерть
Скончался 1 июля 2002 года в городе Щёлково Московской области, похоронен на Гребенском кладбище.

## Награды
- Государственная премия СССР (5.12.1976)
- Заслуженный деятель науки Российской Федерации (1999)[1][2][3]